# Гарбуз Олександр Русланович
Олекса́ндр Русла́нович Гарбуз (2002—2022) — солдат Збройних сил України, учасник російсько-української війни, Герой України, що загинув у ході російського вторгнення в Україну.

## Життєпис
Народився 2 липня 2002 року в селищі Губиниха Новомосковського району Дніпропетровщини. У 2017 році закінчив 9 класів Губиниської загальноосвітньої школи № 2, 2020-го — Перещепинський професійний ліцей за спеціальністю «Робітник фермерського господарства».
20 листопада 2021 року уклав контракт про проходження військової служби і став солдатом 93-ї окремої механізованої бригади «Холодний Яр». Пройшов курс підготовки в навчальному центрі, обійняв посаду оператора протитанкового ракетного комплексу протитанкового взводу механізованого батальйону.
Під час російського вторгнення в Україну в 2022 році був оператором ПТРК. За допомогою ПТРК «Корсар» Олександр загалом знищив десяток бойових машин противника.
У ніч проти 16 березня 2022-го на Харківщині холодноярівці почали невелику операцію, що мала на меті захоплення ворожої позиції, звідки по українських воїнах стріляв танк. У складі розвідгрупи був Олександр, який разом із побратимом «Хакером» потрапив у полон. 24 березня, після визволення села Гусарівки Балаклійського району, українські військовики виявили тіло Олександра Гарбуза, вбитого пострілами в голову, зі слідами тортур.

## Нагороди
- звання Герой України з удостоєнням ордена «Золота Зірка» (2022, посмертно) — за особисту мужність і героїзм, виявлені у захисті державного суверенітету та територіальної цілісності України, вірність військовій присязі[1].